# Rivière Flapjack
Pour les articles homonymes, voir Flapjack (homonymie).
La rivière Flapjack est un tributaire de la baie Mattawa du Sud-Ouest du réservoir Gouin, coulant dans la ville de La Tuque, dans la région administrative de la Mauricie, au Québec, au Canada.
La rivière Flapjack coule successivement dans les cantons de Buies, de Provencher et de Poisson. La foresterie constitue la principale activité économique de cette vallée ; les activités récréotouristiques, en second.
La route forestière R1009 coupe la partie inférieure du bassin versant de la rivière Flapjack à environ un kilomètre en amont de l'embouchure de la rivière. Cette route dessert la partie ouest du réservoir Gouin et va se connecter vers le sud-est à la Route forestière R0404. Quelques routes forestières secondaires sont en usage à proximité pour la foresterie et les activités récréotouristiques.
La surface de la rivière Flapjack est habituellement gelée de la mi-novembre à la fin avril, toutefois la circulation sécuritaire sur la glace se fait généralement du début décembre à la fin de mars.

## Géographie
Les bassins versants voisins de la rivière Flapjack sont :
- côté nord : réservoir Gouin, baie Mattawa, baie Hanotaux, ruisseau Plamondon, baie Saraana ;
- côté est : lac Arcand, lac Bureau (Baie du Sud), rivière Oskélanéo, lac Tessier ;
- côté sud : rivière Clova, rivière Douville, rivière Tamarac ;
- côté ouest : rivière Tamarac, ruisseau Provancher, lac Médora, rivière Mégiscane, rivière Suzie, ruisseau Bignell, lac Chassaigne.

La rivière Flapjack prend naissance à l’embouchure d’un lac Gut (longueur : 0,8 km ; altitude : 439 m). L’embouchure de ce lac de tête est située à :
- 5,5 km au sud-est du centre du village de Clova ;
- 2,9 km à l'est de la rivière Tamarac ;
- 28,9 km au sud de l’embouchure de la rivière Flapjack (confluence avec la baie Mattawa) ;
- 72,2 km au sud-est du centre du village de Obedjiwan (situé sur une presqu’île de la rive nord du réservoir Gouin) ;
- 103 km sud-ouest du barrage Gouin érigé à l’embouchure du réservoir Gouin (confluence avec la rivière Saint-Maurice)[2].

À partir de l’embouchure du lac de tête, le cours de la rivière Flapjack coule sur 39,2 km selon les segments suivants :
- 4,1 km vers le nord en traversant le lac Elsie (longueur : 1,2 km ; altitude : 432 m) sur sa pleine longueur, jusqu’au chemin de fer du Canadien National ;
- 7,3 km vers le nord en traversant le lac Bull (longueur : 6,7 km ; altitude : 423 m) sur 5,5 km, jusqu’à un pont d’une route forestière ;
- 3,7 km vers le nord-ouest notamment en traversant le lac Tozer (longueur : 2,4 km ; altitude : 422 m) et la partie sud du lac Ada (longueur : 1,9 km ; altitude : 421 m), jusqu’à la limite sud du canton de Provancher ;
- 9,9 km vers le nord-est dans le canton de Provancher en traversant la partie nord du lac Ada et le lac Stone (longueur : 4,8 km ; altitude : 420 m) lequel est formé par un élargissement de la rivière, jusqu’à la décharge du lac à Foisy et Lac à la Pitoune ;
- 13,1 km vers le nord en traversant un segment de 8,0 km où la rivière s’élargit, jusqu’à la limite sud du canton du Poisson ;
- 1,1 km vers le nord dans le canton du Poisson, jusqu’à l'embouchure de la rivière[3].

L’embouchure de la rivière Flapjack est localisée à :
- 10,3 km au sud de l’embouchure de la baie Mattawa ;
- 46,9 km au sud-est du centre du village de Obedjiwan lequel est situé sur une presqu’île de la rive nord du réservoir Gouin ;
- 94,8 km au sud-est du barrage Gouin ;
- 129 km à l'ouest du centre du village de Wemotaci (rive nord de la rivière Saint-Maurice) ;
- 217,7 km au nord-ouest du centre-ville de La Tuque[2].

L’embouchure de la rivière Flapjack conflue avec la baie Mattawa. De là, le courant coule sur 164,9 km jusqu’au barrage Gouin, selon les segments suivants :
- 53,0 km vers le nord-est, en traversant la baie Mattawa et la partie ouest du réservoir Gouin dont le lac du Mâle jusqu’à la hauteur du village d’Obedjiwan ;
- 81,9 km vers l’est, en traversant le lac Marmette, puis vers le sud-est en traversant notamment le lac Brochu puis vers l'est en traversant la baie Kikendatch, jusqu’au barrage Gouin.

À partir de ce barrage, le courant emprunte la rivière Saint-Maurice jusqu’à Trois-Rivières.

## Toponymie
Le terme flapjack se réfère à un gâteau d'origine britannique, ressemblant à une barre énergétique. Les principaux ingrédients sont : flocons d'avoine, beurre, sucre roux et golden syrup.
Le toponyme rivière Flapjack a été officialisé le 5 décembre 1968 à la Commission de toponymie du Québec, soit à sa création.